# Паркерс Сетлмент (Индијана)
Паркерс Сетлмент (енгл. Parkers Settlement) насељено је место без административног статуса у америчкој савезној држави Индијана.

## Демографија
По попису из 2010. године број становника је 711.
| Група             | 2000.    | 2010.       |
| Белци             | 0 (0,0%) | 699 (98,3%) |
| Афроамериканци    | 0 (0,0%) | 3 (0,4%)    |
| Азијати           | 0 (0,0%) | 6 (0,8%)    |
| Хиспаноамериканци | 0 (0,0%) | 2 (0,3%)    |
| Укупно            | 0        | 711         |